# Itapiratins
Itapiratins es un municipio brasileño del estado del Tocantins. Se localiza a una latitud 08º23'02" sur y a una longitud 48º06'41" oeste, estando a una altitud de 160 metros. Su población estimada en 2004 era de 3.479 habitantes.